# ソニー・コルブレッリ
ソニー・コルブレッリ（Sonny Colbrelli、1990年5月17日 - ）は、イタリア、デゼンツァーノ・デル・ガルダ出身の自転車競技（ロードレース）選手。名は「ソンニ」、姓は「コロブレッリ」とも表記される。

## 経歴
2010年、コルナゴ・CSFにてプロキャリアスタート。
2014年、年間5勝を挙げる好成績を挙げ、世界選手権のイタリア代表に選出された。
2016年、アムステル・ゴールドレースで3位を獲得。自身最多の7勝を挙げた。
2017年、バーレーン・メリダに移籍。パリ～ニース第2ステージにて悪天候のスプリントを制し、UCIワールドツアー初勝利を挙げる。アルデンヌクラシックシーズン、前哨戦のブラバンツ・ペイル にて優勝。
2022年のボルタ・シクリスタ・ア・カタルーニャ第1ステージをマイケル・マシューズに続く2位でフィニッシュしたが、フィニッシュ地点で昏倒し、心肺停止に陥った。その後意識は回復しICD（植え込み型除細動器）を設置する手術を受けて競技復帰を目指したが、同年10月に引退を発表した。今後はバーレーンのチームの顔としての役割や、パフォーマンス担当を務める。

## 主な戦績

### 2010年
- トロフェオ・アルチーデ・デガスペーリ　優勝

### 2012年
- ジロ・ディ・パダニア　区間優勝（第1ステージ・チームタイムトライアル）

### 2014年
- ツール・ド・スロベニア　区間優勝（第2ステージ）
- ジロ・デッラッペンニーノ　優勝
- メモリアル・マルコ・パンターニ　優勝
- グラン・プレミオ・インドゥストリア・エ・コンメルチョ・ディ・プラート　優勝
- コッパ・サバティーニ　優勝

### 2015年
- ツール・デュ・リムザン　総合優勝、ヤングライダー賞（第1ステージ優勝）
- ジロ・デル・ピエモンテ　3位
- グラン・プレミオ・ブルーノ・ベゲッリ　優勝

### 2016年
- トロフェオ・ライグエーリア　2位
- グラン・プレミオ・ディ・ルガーノ　優勝
- アムステル・ゴールドレース　3位
- ツール・デュ・リムザン　総合2位、（第3,4ステージ優勝）
- ツール・デュ・ポワトゥー＝シャラント　区間優勝（第5ステージ）
- コッパ・アゴストーニ　優勝
- コッパ・サバティーニ　優勝
- トレ・ヴァッリ・ヴァレジーネ　優勝

### 2017年
- パリ〜ニース　区間優勝（第2ステージ）
- ブラバンツ・ペイル　優勝
- ブルターニュ・クラシック　3位

### 2018年
- ドバイ・ツアー　総合3位（第4ステージ優勝）
- クールネ〜ブリュッセル〜クールネ　3位
- ブラバンツ・パイル　2位
- ツール・ド・スイス　区間優勝（第3ステージ）
- グランプリ・シクリスト・ド・モントリオール　2位
- コッパ・ベルノッキ　優勝

### 2019年
- ツアー・オブ・オマーン　区間優勝（第4ステージ）
- ドイツ・ツアー　 ポイント賞（第4ステージ優勝）
- グラン・プレミオ・ブルーノ・ベゲッリ　優勝

### 2020年
- ルート・ドクシタニー　区間優勝（第2ステージ）

### 2021年
- ツール・ド・ロマンディ  ポイント賞（第2ステージ優勝）
- クリテリウム・デュ・ドーフィネ  ポイント賞（第3ステージ優勝）
- イタリア選手権 個人ロードレース 優勝
- ベネルクス・ツアー  総合優勝（第6ステージ優勝）
- ヨーロッパ選手権（英語版） 個人ロードレース 優勝
- メモリアル・マルコ・パンターニ 優勝
- パリ〜ルーベ 優勝